# 自乾五
自乾五，全稱「自帶乾糧的五毛」，是一種对中國大陸自发地为中華人民共和国政府和中國共產黨持支持立场并发表相关言论的人的特定稱呼，一般是自稱而不是被貶稱，2000到2010年代活躍在新浪微博、微信、網誌、媒體網站、BBS和論壇等網站之中。

## 詞源
「五毛」一詞源於「五毛黨」，即被政府僱傭、在網路上發言引導輿論的網路評論員，而「五毛黨」一詞因2004年中国共产党長沙市委宣傳部網路評論員「每帖按5角錢加薪」而得名「自乾五」一詞最早於2005至2008年之間零星出現，2008年之后出现频率变高。2014年，該群體引起了中國媒体的注意，並受到了中國媒體官方的高度評價，被稱為是“社会主义核心价值观的坚定践行者”。
「自乾」是「自帶乾糧」的縮略語。但简体字「干」同時對應繁體字「乾」「幹」，由於繁簡轉換的特殊性，該詞常被誤解作「自己單幹」之意；然而近年來亦有不少網民故意寫作「自幹五」以增加對其嘲諷效果。

## 社會評價
《光明日报》認爲，“自干五”是社会主义核心价值观的坚定践行者，並稱讚自干五為「好网民」。
《解放军报》認爲反華勢力在運用網路攪亂中國大陸，而「自乾五」是保衛輿論陣地的重要力量。該報還稱讚周小平、花千芳等為「顽强战斗的自干五」。另外，中國文明網發佈評論認爲，當前时代需要更多的“自干五”，每個人都应该成为“自干五”，做正气正义队伍的一员，「为促进网络清朗，为建设美丽中国，实现中国梦作贡献」。
2015年4月12日，共青團中央在新浪微博發佈了一個讚揚「自乾五」的視頻，並留下了「來生還做自乾五」的評論，引起爭議。
在「趙家人」一詞流行之後，「五毛」和「自乾五」又被反对中国共产党的网民批评为「精趙」，即精神趙家人。有網民根据与权力中心的距离远近，將拥护政府的中国大陸網民按「赵家人、财阀、官五毛、自干五」的順序排序。美国加州圣玛利学院英文系教授徐賁在接受《紐約時報》採訪時將中國大陸的教育比作《一九八四》中的「雙重思想」，指出海外華人「自乾五」更加積極地愛國實際上是因為「認知失調」。此外，香港《東方日報》的評論認爲，「自干五」是改了名称的「毛粉」，是「中共愚民政策和奴化教育的受害者」。他们长期接受中共单一资讯和理念的宣导教育，从来不会对中共的宣传有任何质疑，長久以來完全相信了他们所虚构出来的伟大与正确，而对真相失去了辨别能力。

## 类似称呼
- 中华胶：主要是指马新地区发表倾向於中华人民共和国政府和中国共产党，宣称中国就是其祖国的网民的一句贬义词。
- 小粉紅：相對於自乾五而言，泛指還未或是剛剛進入社會，傾向於中华人民共和国政府、中国共产党和中国特色社会主义的留學生或是年輕人，貶稱與自稱皆有。
- 洋五毛：发表支持中国政府和“中国模式”言论的外国人士 [11][12][13]。